# Nucula cardara
Nucula cardara är en musselart som beskrevs av Dall 1916. Nucula cardara ingår i släktet Nucula och familjen nötmusslor. Inga underarter finns listade i Catalogue of Life.